# 賀軍翔
賀軍翔（英語：Mike Ho，1983年12月28日—），台灣男藝人、演員，暱稱小美，和同时期出道的好友郑元畅一同带领了「台湾花样美男」的风潮。

## 早年生活
賀軍翔1983年12月28日出生於臺北市。就學於臺北市立西松國民小學、臺北市立民生國民中學、臺北市立西松高級中學。
他承諾2013年去當兵，屆時已30歲，接近中華民國義務兵役年齡上限33歲。
2011年，賀軍翔於醒吾技術學院進修部讀了整整7年，卻始終不畢業，引發社會大眾對其是否以就學逃避服兵役之疑慮，並且曾遭到中華民國內政部點名以讀書為藉口拖延入伍，違背兵役制度的公平性。
2013年12月，賀軍翔收到免役證明，免服兵役，原因是脊椎檢查有「椎弓解離症」。

## 個人生活
2017年6月3日，賀軍翔於Facebook上公布已結婚，且大女兒美寶2月份在美國出生，妻子為非演藝界人士。
二女兒於2020八月出生，育有二女。

## 音樂作品

### 歌曲
- 《天使的翅膀》由許瑋倫的弟弟與好友等人合唱特別譜寫的歌曲。
- 《發現我愛你》呼叫大明星插曲
- 《心中的花園》美樂加油插曲

## 演出作品

### 電視劇
| 首播年份 | 電視台               | 劇名                    | 角色               |
| 2003年   | TVBS-G               | 七年級生                | 許流衫             |
| 2004年   | 台視                 | 求婚事務所之畢業生      | 陳孟陽（小陽）     |
| 2004年   | TVBS-G               | 愛情合約                | 劉建東（Ken）      |
| 2004年   | 東風衛視             | 安室愛美惠              | 賀醫師（客串）     |
| 2005年   | 中視                 | 恶魔在身边              | 江猛（阿猛）       |
| 2005年   | TVBS-G               | 惡男宅急電              | 胡鐵男（阿男）     |
| 2006年   | TVBS-G、華視         | 我們結婚吧              | 劉雨鳴（便當）     |
| 2007年   | 華視、八大           | 換換愛                  | 霍達（惡少）       |
| 2007年   | 三立、台視           | 鬥牛，要不要            | 沈若赫             |
| 2007年   | 日本電視台           | 有閑俱樂部（第七集）    | カサル王子（客串） |
| 2010年   | 超視、東南衛視       | 無間有愛(Infernal Love) | 馮毅               |
| 2010年   | 華視                 | 呼叫大明星              | 柏野               |
| 2011年   | 中視                 | 幸福最晴天              | 項允杰             |
| 2011年   | 八大、中視           | 美樂。加油              | 韓以烈             |
| 2011年   | 中視                 | 幸福三顆星              | 項允杰（客串）     |
| 2012年   | 湖南衛視             | 加油媽媽／幸福媽媽      | 夏平安             |
| 2013年   | 八大、民視           | 美人龍湯                | 龍天賀／龍太       |
| 2014年   | 中視、中天           | 勇敢說出我愛你          | 石沛然             |
| 2014年   | 八大、中視、浙江衞視 | 上流俗女                | 范姜禹             |
| 2017年   | 优酷                 | 寒武紀                  | 李永雞             |
| 2018年   | 搜狐视频             | 動物系戀人啊            | 王大樹             |
| 2020年   | 台視、三立都會台     | 天巡者                  | 鍾馗／鍾正南       |
| 2021年   | 愛奇藝、騰訊         | 賴貓的獅子倒影          | 雷硕               |
| 2024年   | 公視、八大戲劇台     | 不夠善良的我們          | 何瑞之             |
| 待播     |                      | 朋友圈兒                | 沈俊翔             |

### 電影
| 首播年份 | 片名                                | 角色         |
| 2009年   | 七天愛上你（Love At Seventh Sight） | 子琪         |
| 2010年   | 活該你單身                          | 栗正         |
| 2010年   | 未來警察                            | 馬金祥       |
| 2012年   | 女孩壞壞                            | 賈斯汀       |
| 2012年   | 金童玉女                            | 史派克 Spark |
| 2018年   | 醉佳導演                            | 沈東寶       |
| 2020年   | 趙子龍(網路電影)                    | 趙子龍       |

### 綜藝節目
| 年份   | 頻道             | 名稱         | 備註               |
| ------ | ---------------- | ------------ | ------------------ |
| 2021年 | 台視、三立都會台 | 全明星運動會 | 第三季，藍隊隊長。 |

### 音樂錄影帶(MV)
- 李心潔 - 愛錯
- 許茹芸 - 雲且留住
- 張惠妹 - 說傻話
- 蕭亞軒 - 愛情通關密語
- 溫嵐 - 祝我生日快樂
- 林依晨 - 孤單北半球
- 蕭賀碩 - 我愛你
- 胡彥斌 - Waiting for you
- 蔡健雅 - 雙棲動物
- 蔡健雅 - 假想敵
- 楊丞琳 - 理想情人
- 楊丞琳 - 只想爱你
- 楊丞琳 - 暧昧
- 楊丞琳 - 觀眾
- 王心凌 - 不哭
- 王心凌 - 下一頁的我
- Olivia - 海枯石爛
- 梁靜茹 - 中間
- 陳嘉樺、Tank - 懂我再愛我
- 麋先生 - 喂，再看我一遍 Last Look
- 小男孩樂團 - 回不去的回憶
- 陳零九 －千年以後

## 書籍作品
- 2008年6月3日：《惡魔王子賀軍翔：小美の12堂日語課》，出版社：捷徑文化，ISBN 9789866763298
- 2008年10月3日：《惡魔王子賀軍翔—小美の12堂日語課【豪華革新版】》，出版社：捷徑文化，ISBN 9789866763519
- 2011年9月21日：《賀軍翔:南法寄出》 -寫真書@普羅旺斯，出版社：凱特文化，ISBN 9789866175411

## 節目主持
- TVBS-G：2003～2004年《娛樂新聞》擔任娛樂主播（與林佑威）

## 廣告代言
- wrangler 藍哥牛仔褲
- J-code 真愛密碼
- 7-11　迪士尼經典公仔
- 自然美保養系列
- 林鳳營鮮乳
- 7-11 聯合勸募 因為有愛就業無礙
- 新帝康日拋非球面隱形眼鏡
- 帝康散光日拋隱形眼鏡
- 康乃馨 輕柔美學系列
- 7-11　聯合勸募　打開無礙生活新世界
- 2008年：天龍八部online
- 2009-2010年：康師傅綠茶
- 2011年：帝康5th year代言人，夏日Eye美護眼大作戰
- 2011年：Men's Biore無油感即淨沐浴露
- 2012年：Men's Biore頭皮調理洗髮精
- 2015年：台灣御泥坊
- 2022~2024年：奇美家電 ( K系列OLED顯示器、奇美變頻空調)

## 活動出席

### 公益活動
- 2005年：兒福聯盟愛心大使
- 2006-2008年：7-11聯合勸募公益形象代言人
- 2010年：世界展望會大使
- 2022年：家扶基金會「甘苦生活節」愛心大使
- 2023年：點燃生命之火愛心大使

運動類活動
- 2022/08/14 台中洲際棒球場 - 中信兄弟開球嘉賓
- 2022/10/15 小巨蛋 - 《Champion Star星光籃球對抗賽》黑鷹隊隊長
- 2024/03/17 和平籃球場 - 富邦勇士隊 vs 新北國王 開球嘉賓

## 獎項紀錄
- 2008年：上海星尚大典年度潛質星尚人物獎
- 2010年：第13屆上海國際電影節傳媒大獎最佳男主角獎 《活該你單身》(提名)
- 2010年：華娛衛視亞洲十大紅人
- 2010年：亞洲十大美男No.1
- 2011年：亞洲十大美男No.3
- 2012年：亞洲十大美男No.1
- 2012年：亞洲偶像盛典最具收視號召力演員獎    《加油媽媽》(獲獎)

### 金鐘獎
| 年份   | 頒獎典禮     | 獎項                       | 影片               | 角色   | 結果 |
| ------ | ------------ | -------------------------- | ------------------ | ------ | ---- |
| 2024年 | 第59屆金鐘獎 | 迷你劇集／電視電影男主角獎 | 《不夠善良的我們》 | 何瑞之 | 提名 |